# Indiana Fever
Las Indiana Fever (en español, Fiebre de Indiana) son un equipo profesional de baloncesto femenino de los Estados Unidos con sede en Indianápolis, Indiana. Compiten en la Conferencia Este de la Women's National Basketball Association (WNBA) y disputan sus encuentros como locales en el Gainbridge Fieldhouse.
El equipo fue fundado en junio de 1999 y comenzó a jugar en la WNBA a partir de 2000. Son el equipo hermano de los Indiana Pacers de la National Basketball Association (NBA). A lo largo de su historia, las Fever han ganado un campeonato de WNBA y tres títulos de conferencia.

## Historia de la franquicia

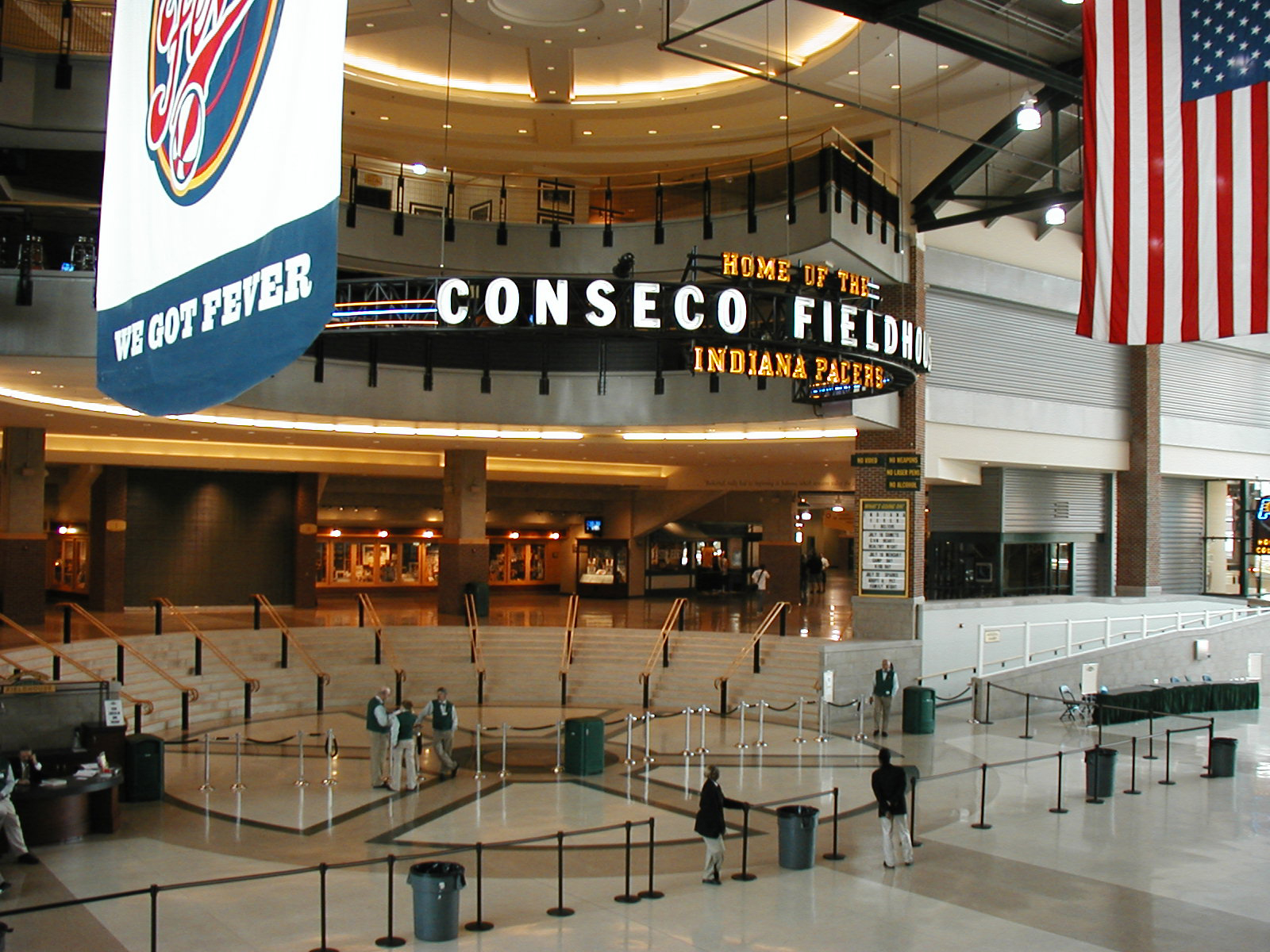
El Bankers Life Fieldhouse, pabellón de las Fever.

Las Indiana Fever iniciaron su andadura en la liga en la temporada 2000, entrando a formar parte de la misma en la expansión de ese año, coincidiendo con la apertura de su terreno de juego, el Bankers Life Fieldhouse. Las dos primeras temporadas fueron entrenadas por mujeres, por dos leyendas del baloncesto estadounidense, Anne Donovan y Nell Fortner, en las que consiguieron tan solo 9 y 10 victorias respectivamente, a pesar de que en el segundo año se hicieron en el draft con la estrella de la Universidad de Tennessee Tamika Catchings.
La temporada 2003 trajo un cambio a las Fever. La adquisición de Natalie Williams y Kelly Miller reforzó el equipo, y el nuevo entrenador, Brian Winters, dio nuevos aires al mismo. El 29 de mayo de 2003 se produjo el primer lleno completo en su pabellón, en el partido que les enfrentó a Washington Mystics, y que fue retransmitido por televisión a todo el país. A pesar de la mejoría, con un balance de 16 victorias y 18 derrotas se quedarn de nuevo fuera de los play-offs.
La temporada 2004 fue similar a la anterior, con un balance de 15-19, se quedaron de nuevo a las puertas de playoffs. La cosa cambió en 2005, cuando hicieron la mejor temporada regular de su corta historia, llegando a las 21 victorias por 13 derrotas. En los playoffs consiguieron pasar por primera vez una ronda, derrotando 2-1 a New York Liberty, cayendo en la final de la Conferencia Este ante Connecticut Sun.
Las dos temporadas siguientes fueron similares: mismo número de victorias (21), clasificadas para playoffs, pero cayendo en 2006 en primera ronda ante Detroit Shock, y llegando a la final de Conferencia en 2007 tras ganar en primera ronda a las Sun, y cayendo en la misma ante las Shock. Esta última temporada se carecterizó por un fulgurante inicio, ganando 16 de sus primeros 20 partidos. Pero el 20 de julio su jugadora clave, Catchings, se lesionó en un pie, siéndole diagnosticada una fascitis plantar, que hizo que se perdiera el resto de la temporada regular. A pesar de llegar a tiempo a los playoffs, otra lesión, esta vez más grave, afectándole en el tendón de Aquiles, hizo que su equipo no superase la final de conferencia.
El 26 de octubre de 2007 las Fever anunciaron que no renovarían a Brian Winters, conociéndose semanas después que sería su entrenadora asistente, Lin Dunn, la que se haría cargo del equipo.
En 2012 las Fever terminaron a 22-12, quedándose en el 2.º lugar de su conferencia, y en los playoffs enfrentó a Atlanta Dream en los semifinales de conferencia, ganándose la serie 2-1. Luego enfrentó a Connecticut Sun en los finales de conferencia y ganó la serie, 2-1. En los Finales enfrentó a Minnesota Lynx, los campeones defensores, y ganó su 1.er título, 3-1. Catchings fue votada la Jugadora Más Valiosa.

## Jugadoras destacadas

### Números retirados
- #24 Tamika Catchings (2002-16)